# Andròmeda VIII
|  | No s'ha de confondre amb 8 Andromedae. |

Andromeda VIII (And VIII, PGC 5056928) és una galàxia nana esferoïdal (dSph) en la constel·lació d'Andròmeda. La galàxia és a uns 2,7 milions d'anys llum del nostre sistema solar. Andròmeda VIII és un membre del Grup Local i és un satèl·lit de la galàxia d'Andròmeda (M31).
Descoberta l'agost de 2003, la galàxia d'Andròmeda VIII va romandre sense ser detectada per la seva naturalesa altament difusa durant molt de temps. En última instància traït el desplaçament cap al vermell d'algunes estrelles al primer pla de la galàxia d'Andròmeda seva existència, que diferia significativament de la de M31.
La galàxia nana inclou entre onze i cinquanta-cinc nebuloses planetàries i d'un a tres cúmuls globulars, així com una quantitat no negligible d'hidrogen neutre d'aproximadament 4 × 10⁵ Mʘ. demostra més aviat que és una galàxia separada amb baixa lluentor superficial d'aquesta galàxia nana. L'allargament extrem de la galàxia nana és causada per les forces de marea de la seva intervingut per la galàxia d'Andròmeda, que amenacen de destruir el nan. Les marees poden ser encara un nombre significatiu d'estrelles d'Andròmeda VIII i a escapar i forma al llarg de l'òrbita d'un poder d'estrella.
A causa de les grans diferències entre la velocitat radial tant a M31 i M32, que és gairebé impossible que Andròmeda VIII s'associï físicament amb ells, demostra més aviat que és una galàxia separada amb baixa lluentor superficial d'aquesta galàxia nana. L'allargament extrem de la galàxia nana és causada per les forces de marea de la seva intervingut per la galàxia d'Andròmeda, que amenacen de destruir el nan. Les marees poden ser encara un nombre significatiu d'estrelles d'Andròmeda VIII ia escapar i formen al llarg de l'òrbita d'un poder d'estrella.
Almenys fins al 2006 l'estat real d'Andròmeda VIII com una galàxia, no estava garantit (Merrett et al. 2006).